# Элред Ривоский

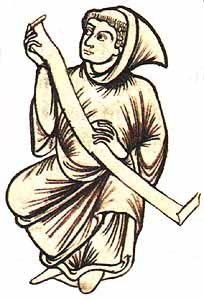
Возможное изображение Элреда Ривоского. Миниатюра из рукописи его трактата «Зерцало милосердия»

Элред Ривоский, или Элред из Риво, также Эйлред, или Этельред (англ. Ailred of Rievaulx, St. Aelred, лат. Aelredus Rhievallensis; 1110 — 12 января 1167) — средневековый английский хронист и богослов, монах-цистерцианец, настоятель аббатства Риво в Северном Йоркшире, католический святой.

## Биография и личность

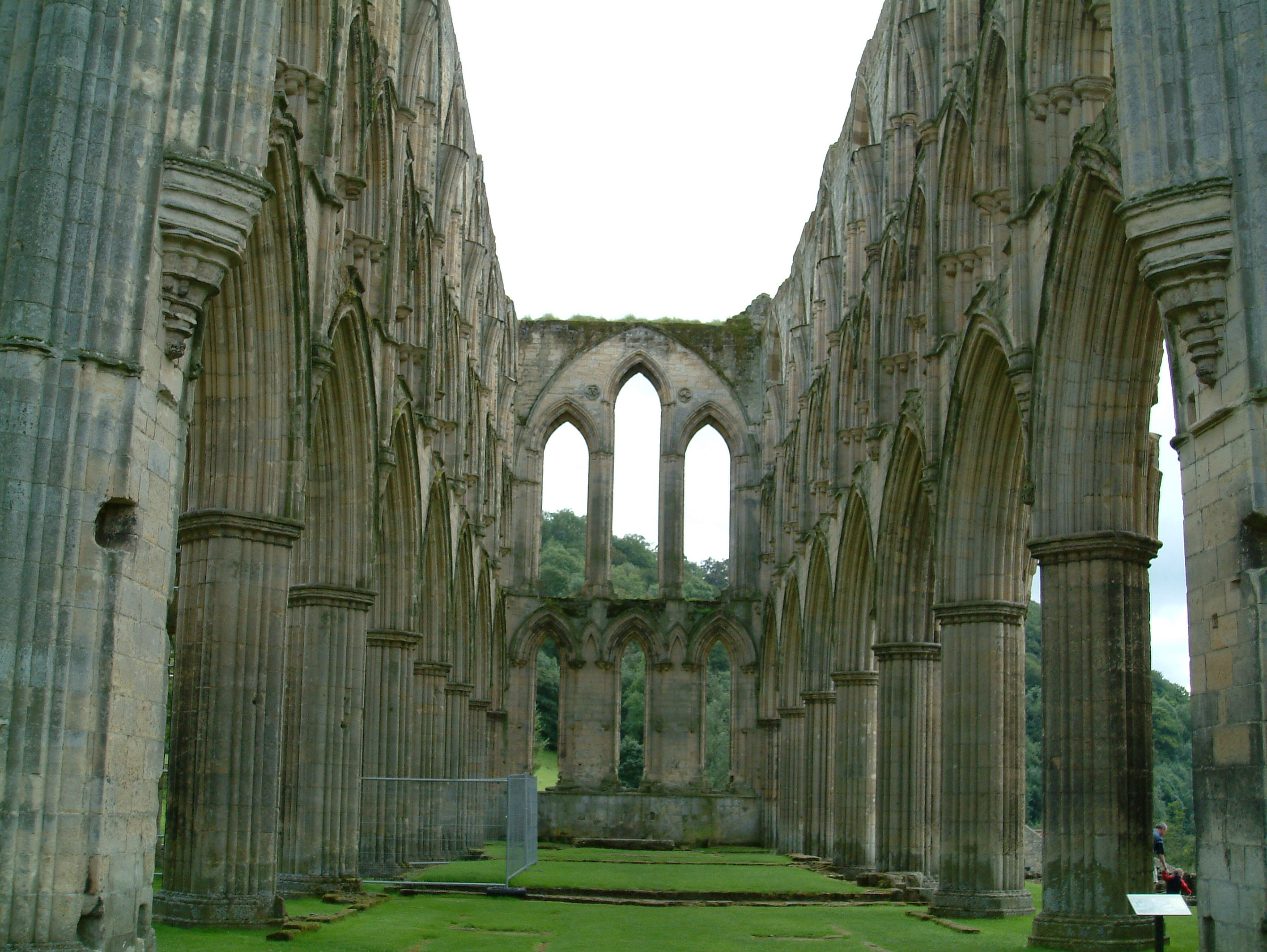
Руины церкви аббатства Риво

Элред был сыном Эйлау, англосаксонского священника из Гексема (Нортумбрия) и приходился внуком Эльфреду, сыну Уэстона, ключарю Даремского собора Св. Кутберта, известному коллекционеру реликвий, упоминаемому в документах под 1056 годом. В юности он обучался в Дареме, а около 1130 года поступил на службу ко двору шотландского короля Давида I, где, начав с должности пажа принца Генриха, со временем стал начальником королевского двора.
Несмотря на то, что король Давид предлагал Элреду должность епископа, около 1134 года последний покинул государственную службу, удалившись в цистерцианский монастырь Риво в Йоркшире. Этот монастырь был одним из первых цистерцианских аббатств в Англии, реформировавших монашескую жизнь в соответствии с идеями Бернара Клервоского. В 1142 году Элред был послан в Рим для участия в процессе по делу об избрании Вильяма Фиц-Герберта архиепископом Йоркским. По возвращении он был назначен главным наставником послушников аббатства, а в 1143 году возглавил дочерний монастырь в Ривесби, основанный Вильгельмом де Румаром, графом Линкольна. Спустя четыре года, в 1147 году он был избран аббатом Риво.

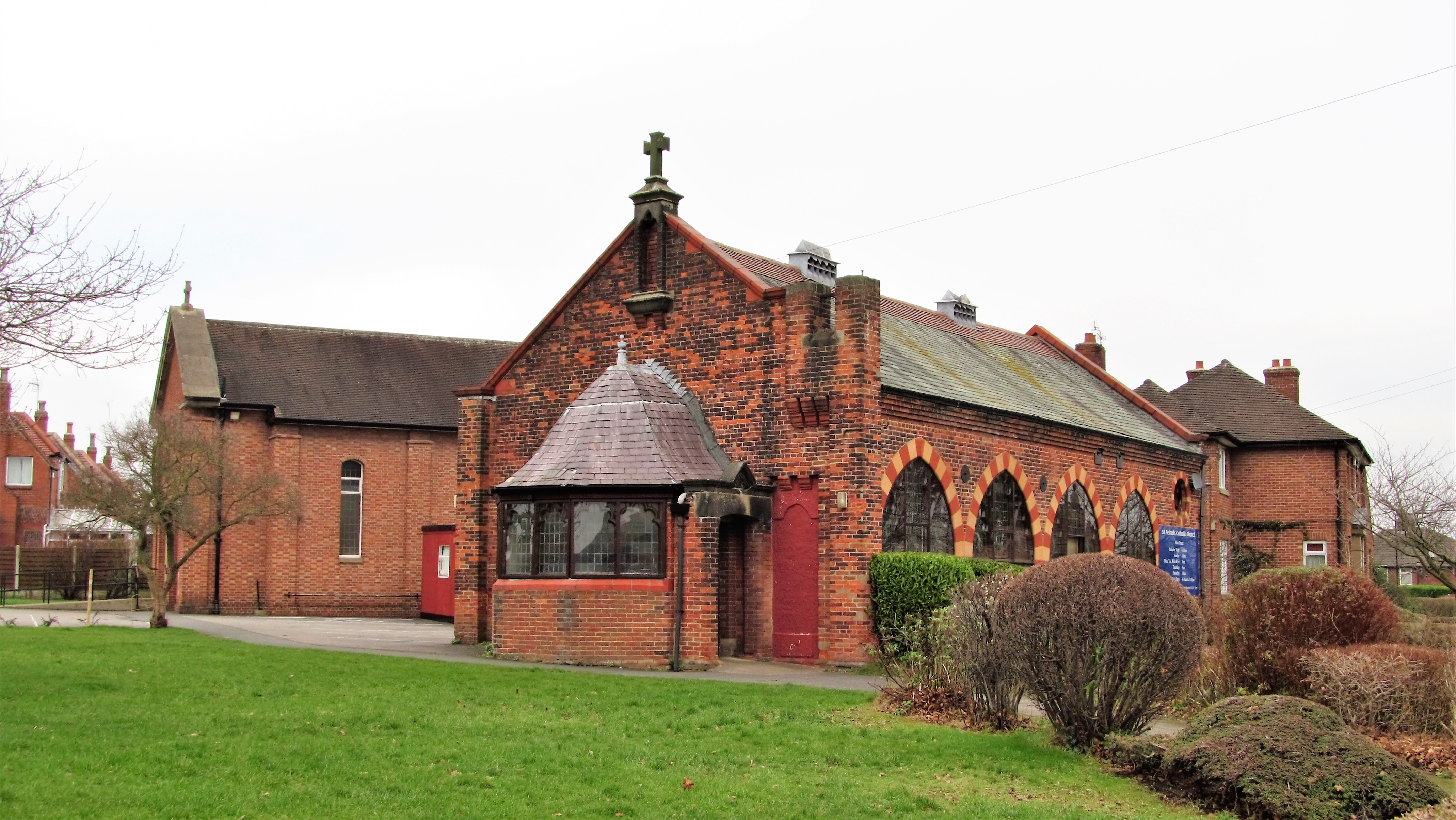
Церковь Святого Элреда в Старбеке, Северный Йоркшир

Под управлением Элреда аббатство Риво стало одним из наиболее крупных и процветающих монастырей Англии. В то время в Риво насчитывалось около 140 монахов и 500 братьев. Аббатство имело пять дочерних монастырей в Англии (Ревесби в Линкольншире, Раффорд в Ноттингемшире и Уорден в Бедфордшире) и Шотландии (Мелроуз и Дандреннан). Собственные земли аббатства также существенно увеличились благодаря многочисленным пожалованиям английских королей и аристократов. По всей видимости, именно в бытность Элреда аббатом Риво в цистерцианских монастырях северной Англии и Шотландии началось внедрение овцеводства в качестве главной отрасли монастырского хозяйства. Именно интенсивное овцеводство в дальнейшем стало главной отличительной чертой цистерцианских монастырей и источником их богатства. Элред также развернул активное строительство в стенах Риво: в период его управления были возведены здания церкви, дома собраний монахов и братьев, трапезная, монастырские кельи и госпиталь.
Элред неоднократно посещал другие цистерцианские аббатства, как на Британских островах, так и на континенте, в частности, Сито и Клерво. Благодаря своим богословским трудам он стал хорошо известен в Британии и завоевал репутацию выдающегося теолога, «Бернара Севера». Являясь другом и наставником церковного писателя из Дарема монаха Реджинальда, он посылал его к отшельнику Годрику, чтобы получить материалы для жизнеописания последнего. По его просьбе Реджинальд написал также «Житие Святого Кутберта», в котором цитирует его как своего учителя.
Элред неоднократно привлекался в качестве посредника при решении различных политических и церковных споров, в частности, в 1151 году он вёл переговоры Малькольма Шотландского с мятежными вождями горных кланов, а в 1153 году в последний раз встречался со своим бывшим покровителем королём Давидом I. Обладая немалым влиянием на молодого короля Генриха II Плантагенета, он в 1162 году убедил его присоединиться к французскому королю Людовику VII на встрече с папой Александром III в Туси, чтобы поддержать понтифика в борьбе с императором Фридрихом Барбароссой. В 1163 году Элред участвовал в процессе переноса мощей недавно канонизированного короля Эдуарда Исповедника в Вестминстерское аббатство, после которого написал получившее широкую известность «Житие Эдуарда Исповедника». В 1164 году он предпринял поездку в Голуэй, где работал над искоренением пиктских церковных обычаев и внедрением цистерцианской модели священничества, убедив вождя пиктов принять монашеский сан.
Современник так описывал Элреда:
Он был человеком высочайшей цельности, большой практической мудрости, остроумным и красноречивым, приятным собеседником, великодушным и здравомыслящим. И обладая всеми этими качествами, он превосходил всех остальных служителей церкви в терпимости и нежности.
В конце своей жизни Элред долго страдал от неустановленной болезни (возможно, от ревматизма и бронхита) и жил в относительном уединении. По словам современников, с 1165 году его мучил удушающий кашель; при этом он страшно исхудал, но не терял духовных сил. 12 января 1167 года он скончался и был похоронен в аббатстве Риво. Его гробницу видел в монастыре ещё в 1530-е годы королевский антикварий и поэт Джон Лиланд.
Хотя Элред никогда не был официально канонизирован католической церковью, уже в 1191 году он стал почитаться в Северной Англии как местночтимый святой, чему также активно способствовал орден цистерцианцев. Элред Ривоский считается покровителем людей, страдающих от мочекаменной болезни. День его почитания — 12 января. В настоящее время помимо католической церкви Элред почитается также в англиканской церкви.
В своих работах Элред подчёркивает необходимость сохранения непорочности до вступления в брак и целомудрия (но не воздержания) в браке и вдовстве, а также резко осуждает внебрачные сексуальные отношения. 

### Сексуальность
Исходя из некоторых мотивов трудов и сохранившихся личных писем Элреда, а также его жития, написанного Уолтером Даниелом, современником Элреда и монахом Риво, современный исследователь Дж. Босуэлл пришёл к выводу о гомосексуальности святого. Так, в своей работе «De institutione inclusarum» Элред писал:
Ещё в школе меня чрезвычайно пленяло очарование моих друзей, поэтому несмотря на все слабости и недостатки, которыми наполнен этот возраст, мой разум полностью капитулировал перед чувствами и посвятил себя любви. Ничего не казалось слаще или милее или более важным, чем любить и быть любимым.
Основываясь на предположительной гомосексуальности Элреда Ривоского, некоторые современные общественные организации, толерантно относящиеся к этому феномену, провозгласили Элреда своим святым покровителем. Среди них: общество ЛГБТ-прихожан Епископальной церкви в США «IntergityUSA», Национальная англиканская католическая церковь (США) и «Орден Св. Элреда» на Филиппинах.

## Отношение к музыке
Будучи убеждённым цистерцианцем Элред гневно отвергал орнаментирование в церковном пении, критиковал резкие подъёмы и спады мелодии, «грохот органа и гул колоколов», высказывался против использования изощрённого многоголосия, например, гокета. Вместо того чтобы концентрироваться на созерцательной молитве, забыв о том, что музыка вторична по отношению к богодухновенному слову, певчие, по его словам, ведут себя как гистрионы с их ужимками, превращают богослужение в пародию на него.

## Творчество

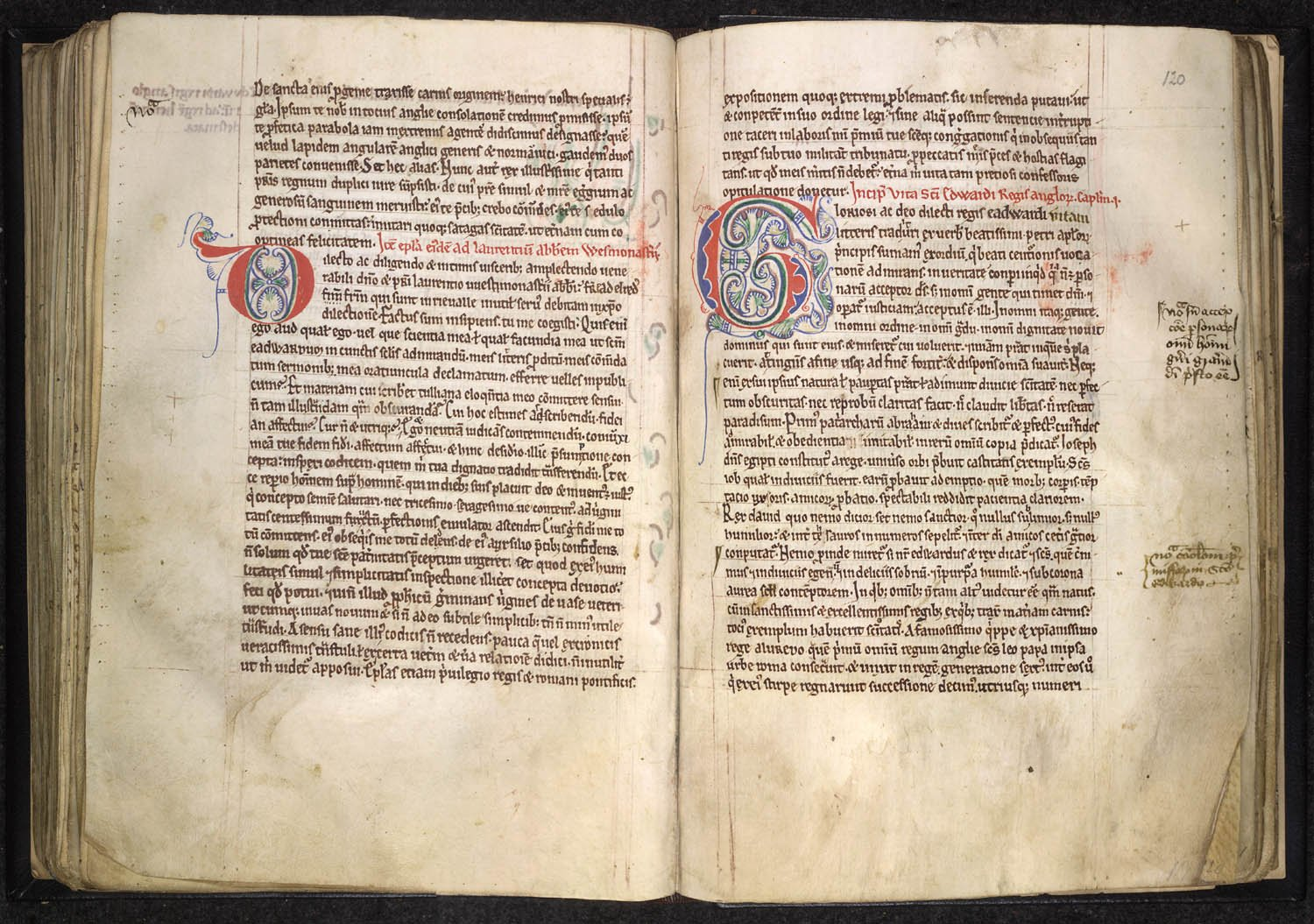
Лист рукописи «Жития Святого Эдуарда Исповедника» Элреда Ривоского, XII в. Британская библиотека

До настоящего времени сохранилось значительное число работ Элреда Ривоского. Среди них выделяются такие произведения, посвящённые нормам христианской морали и человеческих взаимоотношений, как «Зерцало милосердия» (лат. Speculum Caritatis), «Духовная дружба» (лат. De Spirituali Amicitia), «Правила жизни затворников» (лат. De Institutis Inclusarum), «Иисус, двенадцатилетний мальчик» (лат. De Iesu puero duodenni), «Пастырская молитва» (лат. Oratio pastoralis), «Диалоги о душе» (лат. Dialogus de anima). Перу Элреда принадлежит также более тридцати проповедей. Особое значение имеют его исторические работы, в которых содержится богатый материал по событиям эпохи гражданской войны в Англии 1135—1154 годов, а также шотландским вторжениям середины XII века, очевидцем которых был Элред: прежде всего, «Битва Штандартов» (лат. De bello Standardii ) и «Плач  на смерть Давида, короля шотландцев» (Lament for David, King of the Scots). Одним из наиболее популярных в средние века трудов Элреда являлось его «Житие Святого Эдуарда, короля и исповедника» (лат. Vita sancti Edwardi, regis et confessoris). Кроме того, признание завоевали также «Житие Святого Ниниана» (лат. Vita sancti Niniani), «О святых Гексема», «Об одном удивительном чуде», «Генеалогия английских королей» (лат. Genealogia regum Anglorum), «Житие древних шотландских святых» (лат. Vitae antiquae Sanctorum Scotiae).
Некоторые из перечисленных сочинений Элреда, включая исторические, впервые были изданы в 1652 году Роджером Твисденом, включившим их в свой сборник «Десять писателей истории Англии» (лат. Historiae Anglicanae Scriptores Decem). Комментированное научное издание «Битвы Штандартов» было опубликовано в 1886 году Ричардом Хоулеттом в Лондоне в третьем томе сборника «Хроник времён правления Стефана, Генриха II и Ричарда I», выпущенного в академической «Rolls Series».

## Издания
- Relatio Venerabilis Aelfedi, abbatis Rievallensis, de Standardo // Chronicles of the reigns of Stephen, Henry II., and Richard I, ed. by Richard Howlett. — Vol. 3. — London: Longman & Co, 1886. — pp. 179–200.
- Aelred of Rievaulx. Opera omnia // Corpus Christianorum Continuatio Mediaevalis. — Vol. 2, 2A, 2B. — Turnhout: Brepols Publishers, 1971, 1983, 2001, 2005, 2012, 2015.
- Aelred of Rievaulx. The Life of Saint Edward, King and Confessor, translated by Jerome Bertram. — Guildford: St. Edward's Press, 1990. Reprinted at Southampton: Saint Austin Press, 1997.
- Aelred of Rievaulx. The historical works, translated by Jane Patricia Freeland, edited by Marsha L. Dutton. — Kalamazoo: Cistercian Publications, 2005. — (Cistercian Fathers series, 56).
- Aelred of Rievaulx. For Your Own People: Aelred of Rievaulx's Pastoral Prayer, translated by Mark DelCogliano, crit. edited by Marsha L. Dutton. — Kalamazoo: Cistercian Publications, 2008. — (Cistercian Fathers series, 73).